# تبیت
تبیت یک منطقهٔ مسکونی در سودان است که در دارفور شمالی واقع شده‌است. تبیت ۷٬۰۰۰ نفر جمعیت دارد.